# Грузберг, Семён Борисович
Семе́н Бори́сович Гру́зберг (15 июня 1918, Каменец-Подольский — 15 июля 2000, Львов) — украинский и советский художник-график.

## Биография
В 1933-1935 годах учился в Киевском художественном техникуме. В 1936-1940 годах — в Харьковский художественный институт. 
В 1940 году был призван в армию, а когда началась война, его часть отправили на фронт. В первые недели войны Семен Грузберг под Смоленском вместе с тысячами красноармейцами попал в нацистский плен. Ему присвоили номер SU 24058. 
Зная, что ждет еврея в лагере, владея немецким и хорошим украинским, ему удалось себя выдать за украинца Грузбенко, а в 1942 году – бежать из лагеря. В Бучаче он встретил своего харьковского профессора Михаила Козыка, который занимался реставрацией церквей. Профессор принял его в бригаду и прятал от преследования гестапо и полицаев. Грузберг жил во Львове по поддельным документам до прихода Красной Армии, ходил по городу в вышиванке, перебивался заработками при театре им. Леси Украинки.
После войны также жил и работал во Львове.
Участник художественных выставок с 1946 года. Первая персональная выставка - во Львове (1970). Член Союза Художников УССР.
Работал преимущественно в жанрах портрета и пейзажа. Написал портреты многих театральных актеров в их оригинальных костюмах к спектаклям «Гамлет», «Тарас Бульба», «Последняя жертва» и др. Создал виды Львова, Будапешта, Каменца-Подольского. Написал множество работ на фронтовую тематику.
Регулярно обращался к еврейской тематике, которую не оставлял даже в годы кампании против космополитизма.
Работы хранятся в Национальном музее во Львове, Севастопольском художественном музее, Каменец-Подольском историческом музее-заповеднике.

## Творчество

### Портреты
«Художник Владимир Форостецкий» (1945)
«Разведчик Шевченко» (1945)
«Ярослав Галан» (1951, единственный прижизненный портрет)
«Герой Социалистического Труда, проходчик Иван Чуркин» (1957)
«Марийка Подгорянка» (1959)
«Домиан Козачковский» (1962)
«Григорий Тютюнник» (1962)
«Ленин» (1964)
«Тарас Шевченко» (1964)
«Петр Козланюк» (1966)
«Портрет Марка Кропивницкого» (1967)
«Перец Маркиш» (1968)
«Жена» (1969)
«Художник Георгий Мелихов» (1980-1981)
«Писатель Шолом-Алейхем» (1959, 1990 и других годов)
«Автопортрет» (1991).

### Пейзажи
«Вена. Красны флаг над Шенбрунном» (1945)
«Каменец-Подольский. Старая крепость» (1962)
«Колокольня Армянского Николаевского собора XV-XVIII вв.» (1991)
«Гурзуф. Белый камень» (1992)